# Peteni, Covasna
Peteni (maghiară Székelypetőfalva) este un sat în comuna Zăbala din județul Covasna, Transilvania, România. Se află în partea de est a județului,  în Depresiunea Târgu Secuiesc.